# Coldplay
Coldplay este o formație de rock alternativ și piano-rock din Londra, Regatul Unit, printre cele mai cunoscute formații din lume. Formația este compusă din Chris Martin, Jon Buckland, Guy Berryman și Will Champion.
Coldplay este una dintre cele mai de succes trupe ale noului mileniu, vânzând peste 50 de milioane de albume. Trupa este, de asemenea, cunoscută pentru single-urile de succes "Speed of Sound", "Clocks" și "Viva la Vida". A fost premiată cu multe Premii Grammy. Coldplay și-a câștigat faima mondială cu lansarea single-ului "Yellow", urmat de succesul albumului de debut, Parachutes (2000), care a fost nominalizat la Mercury Prize. Atât Parachutes cât și următorul album, A Rush of Blood to the Head (2002), au avut un imens succes; cel din urmă a fost numit de către NME Albumul Anului. X&Y (2005) a primit și el laude; din decembrie 2006, formația a lucrat cu producătorul Brian Eno la cel de-al patrulea album, Viva la Vida or Death and All His Friends care a apărut în anul 2008. Albumul a fost premiat cu două Premii Grammy, pentru Cel mai bun album rock al anului și pentru Cel mai bun Duo sau Formație. Tot din albumul Viva la Vida or Death and All His Friends face parte și single-ul "Viva la Vida" care a primit Premiul Grammy în calitate de Cântecul anului 2008.
Materialele de început ale trupei au fost comparate cu cele ale lui Jeff Buckley, U2 și Travis. De la lansarea Parachutes, Coldplay s-au inspirat din alte lucrări, cum ar fi cele Echo and the Bunnymen și George Harrison pentru A Rush of Blood to the Head și Johnny Cash și Kraftwerk pentru X&Y.

## Istorie

### Formare și primii ani (1996-1999)
Membrii formației s-au cunoscut la University College London (UCL) în septembrie 1996. Chris Martin și Jonny Buckland fiind primii membri ai trupei. Au petrecut un an "planificând" o trupă culminând cu apariția trupei numită "Pectoralz". Mai târziu, Guy Berryman, un coleg de clasă al celor doi, a intrat în trupă. Până în 1997, Coldplay dădeau giguri pentru promoteri în mici cluburi. Trupa se va renumi Starfish. Martin îl recrutează pe colegul său de școală Phil Harvey care studia la Oxford, pentru a fi managerul trupei.
În ianuarie 1998, trupa a fost completă când Will Champion li s-a alăturat pentru percuție. Champion crescuse cântând la pian, chitară, chitară bas și fluier; a învățat repede să cânte la tobe, în ciuda faptului că nu făcuse asta niciodată. Într-un sfârșit, Tim Rice-Oxley, un prieten de-al trupei, le-a dat voie să folosească numele "Coldplay", pe care el îl folosise pentru trupa sa dar atunci fusese "prea deprimant". Lui Rice-Oxley i-a fost oferit și rolul de clăpar, dar acesta a refuzat deoarece era deja promis trupei Keane.
În 1998, trupa lansează 500 de copii ale EP-ului Safety. Cele mai multe discuri au fost date caselor de producții sau prietenilor; doar 50 de copii au rămas pentru vânzare. În decembrie, Coldplay au semnat cu Fierce Panda. Prima lor lansare a fost EP-ul cu trei piese numit Brothers and Sisters, pe care l-au înregistrat foarte repede (4 zile) în februarie 1999. După această lansare, Coldplay semnează cu Parlophone un contrat pentru 5 albume, în primăvara anului 1999. După ce și-au făcut pentru prima dată apariția la Glastonbury, formația a intrat în studio pentru a înregistra un al treilea EP, numit The Blue Room. 5000 de copii au fost atunci lansate pentru public în octombrie, iar single-ul "Bigger Stronger" a avut un rol crucial în istoria Coldplay. Cu toate acestea, înregistrarile pentru The Blue Room au fost tumultoase. Martin l-a gonit pe Champion din trupă dar mai apoi l-a rugat să se-ntoarcă și, din cauza vinei, s-a apucat de băutură. În cele din urmă, componenții trupei și-au rezolvat problemele și au stabilit un set de reguli pentru a ține echipa unită. În primul rând, formația a adoptat sintagma "toți pentru unul și unul pentru toți": Coldplay urma să se afle în democrație, toate profiturile se împart în mod egal, luând modelul trupelor: U2 sau R.E.M.. În al doilea rând, trupa urma să concedieze pe oricine consuma droguri.

### Parachutes(1999-2001)
În martie 1999, Coldplay se concentra pe lansarea albumului de debut. Au intrat în studiourile "Rockfield" cu producătorul Ken Nelson. După ce-au lansat 3 EP-uri fără niciun hit, Coldplay au scos primul single de Top 40, Shiver. Lansat în martie 2000, single-ul a ajuns pe locul 35 în UK Singles Chart și a câștigat o primă audiție la MTV. Luna iunie 2000 a jucat un rol ancestral în istoria Coldplay. Trupa a plecat într-un turneu de promovare, care includea o întoarcere triumfătoare la Glanstonbury. Tot atunci, formația a lansat single-ul care a spart toate topurile, "Yellow". Piesa a ajuns pe locul 4 în UK Singles Chart.
Coldplay a lansat primul album, Parachutes, în iulie 2000, ajungând pe locul 1 în UK Albums Chart. Parachutes a fost uneori criticată pentru asemănarea izbitoare cu era The Bends-OK Computer a celor de la Radiohead. "Yellow" și "Trouble" au câștigat difuzare regulată la radio pe ambele părți ale Atlanticului. Parlophone a prezis, original, vânzări de 40000 de unități ale Parachutes; până de Crăciun, 1.6 milioane de copii fuseseră vândute doar în Regatul Unit. Parachutes a fost nominalizată la premiile Mercury în septembrie 2000. Găsind succes în Europa, trupa s-a focalizat pe America de Nord. Parachutes a fost lansată în America de Nord în noiembrie 2000. Trupa a plecat în turneu în SUA în 2001, începând cu un show la Vancouver, Canada, după care au sosit și invitațiile la show-uri precum Saturday Night Live, Late Night with Conan O'Brien și The Late Show with David Letterman. Albumul a fost foarte bine primit, câștigând Best Alternative Music Album la premiile Grammy din 2002.

### A Rush of Blood to the Head(2001-2004)
Coldplay s-a întors în studio în octombrie 2001 pentru a lucra la cel de-al doilea album, tot cu producătorul Ken Nelson. Coldplay a lansat A Rush of Blood to the Head în august 2002. Albumul a născut câteva single-uri extrem de populare, cum ar fi "In My Place", "Clocks" și balada "The Scientist".
Coldplay au plecat în turneu pentru mai bine de un an, din iunie 2002 până în decembrie 2002 și din februarie 2002 până în septembrie 2003, vizitând 5 continente și participând, încă o dată, la Festivalul Glanstonbury. În decembrie 2003, Coldplay a fost numită de către revista Rolling Stone Cea mai bună trupă a anului. În acel moment, Coldplay pregătea un cover al trupei The Pretenders, numit "2000 Miles" și care a putut fi download-at de pe site-ul oficial al trupei. A fost cea mai bună vândută piesă a anului din Regatul Unit. A Rush of Blood to the Head a câștigat premiul Grammy pentru Cel Mai Bun Album Alternative în 2003. La premiile Grammy din 2004, Coldplay va câștiga premiul Albumul Anului pentru "Clocks".

### X&Y(2004-2006)
2004 a fost un an liniștit pentru Coldplay, deoarece au petrecut cea mai mare parte din an în afara centrului atenției, odihnindu-se după turnee și înregistrând cel de-al treilea album. Vorbind de influențe muzicale pentru acest album, basistul Guy Berryman a spus: "Am ascultat o mulțime de lucruri diferite la începuturile X&Y, de la Bowie, Eno și Pink Floyd la Depeche Mode, Kate Bush și Kraftwerk. Și U2 cum facem de-obicei". În mai, front-man-ul Chris Martin a sărbătorit nașterea primei sale fiice, Apple, cu soția sa, Gwyneth Paltrow.
Cel de-al treilea album, X&Y, a fost lansat în iunie 2005 în Marea Britanie și Europa. A devenit cel mai vândut album al anului 2005 cu vânzări mondiale de 8.3 milioane. Primul single, "Speed of Sound", și-a făcut debutul la radio și online pe 18 aprilie și a fost lansat pe CD la 23 mai 2005. Albumul a debutat pe primul loc în 22 de țări din lume și a fost al treilea cel mai repede vândut album în istoria Marii Britanii. Alte două single-uri au fost lansate în acel an: "Fix You" în septembrie și "Talk" în decembrie. În ciuda succesului comercial, reacția criticilor la X&Y a fost considerabil mai mică decât cea la predecesorul său. Criticul Jon Pareles (New York Times) descriindu-i ca "cea mai insuportabilă trupă a secolului". Sfidând zvonurile despărțirii trupei cât și cel al divorțului dintre Chris Martin și Gwyneth Paltrow, cel de-al treilea album i-a găsit în stare bună. Comparația presei dintre Coldplay și U2 a devenit ceva normal. Din iunie 2005 până în iulie 2006, Coldplay au plecat în turneul Twisted Logic, care a inclus festivaluri ca Glastonbury, Coachella și The Austin City Limits Music Festival. În iulie 2005, trupa a apărut la Live 8 în Hyde Park unde au cântat un cover după "Bittersweet Symphony" a trupei The Verve cu Richard Ashcroft ca vocal. În septembrie, Coldplay a înregistrat o nouă versiune a "How You See the World" cu versuri modificate la "Help: A Day in the Life" a trupei War Child. În februarie 2006, Coldplay a câștigat premii pentru Cel Mai Bun Album și Cel Mai Bun Single la Premiile BRIT.

### Viva la Vida(2006-2009)
Trupa a început să lucreze la cel de-al patrulea album din decembrie 2006, cu Brian Eno ca producător. În plus, se zvonește că au lucrat și cu producătorul Timbaland. Coldplay au luat o pauză de la înregistrări și au plecat în turneu în America de Sud pentru prima dată, la începutul lui 2007, cu show-uri la Chile, Argentina, Brazilia și Mexic. Formația a dezvăluit că albumul va avea influențe hispanice, după ce au înregistrat în biserici și în alte zone ale Americii Latine și Spaniei în timpul turneului; după aceea și-au petrecut restul anului în studio, înregistrând în mare parte cu Brian Eno.
În decembrie 2007, a apărut un post pe site-ul oficial al trupei prin care era sugerată terminarea albumului. Coldplay au mixat albumul în New York, după cum a fost anunțat pe site, încă din 2007. Într-un articol online al Rolling Stone, Chris Martin a anunțat că următorul album Coldplay se va numi Viva la Vida or Death and All His Friends și că va fi lansat pe 16 iunie 2008.
Martin a descris acest album ca pe o nouă direcție pentru Coldplay: o schimbare între cele trei albume trecute, pe care ei o numesc „trilogia”. Martin a dezvăluit și că acest album conține mai puțin falsetto și că și-a dat voie vocii mai joase să preia controlul. Anumite cântece de pe Viva la Vida, cum ar fi "Violet Hill", conțin riffuri deformate de chitară și nuanțe domoale de blues. "Violet Hill" a fost confirmat ca fiind primul single extras de pe noul album, având lansarea radio pe 29 aprilie 2008. După această primă audiție, piesa va fi disponibilă pe site-ul oficial al trupei de la ora 12:15 pm (GMT+0) pentru o săptămână, până când a devenit disponibilă pentru cumpărare, pe 6 mai. Pe 23 iunie, Coldplay a început Turneul Mondial "Viva la Vida" cu un concert gratuit în Madison Square Garden. Este așteptat ca turneul să lovească 50 de piețe americane apoi să treacă și în Europa.
Albumul a primit foarte multe distincții și premii. A primit trei Premii Grammy: Cel mai bun album rock al anului, Cel mai bun Duo sau Cea mai bună Formație și single-ul Viva la vida a primit distincția de The best song of the year, Cel mai bun cântec al anului.

### Mylo Xyloto(2009-prezent)
Formația a finisat înregistrarea noului album la mijlocul lui 2011. Când Martin și Champion au fost intervievați de BBC Radio despre tematica versurilor albumului, Martin a răspuns "Este despre iubire, dependență, tulburarea obsesiv-compulsivă, evadare și lucru pentru cineva de care nu-ți place".
La 31 mai 2011, Coldplay a anunțat că "Every Teardrop Is a Waterfall" va fi primul single celui de-al cincilea album. Acesta a fost lansat la data de 3 iunie 2011. Trupa a prezentat, de asemenea, alte cinci piese noi la diferite festivaluri în vara anului 2011, "Charlie Brown", "Hurts Like Heaven", "Us Against the World", "Princess of China" și "Major Minus".
La data de 12 august 2011 Coldplay a anunțat prin intermediul site-ul lor oficial ca Mylo Xyloto este titlul noului album, și că va fi lansat la 24 octombrie 2011. La 12 septembrie, trupa a lansat al doilea single din viitorul lor album Mylo Xyloto intitulat "Paradise". La 23 septembrie 2011 biletele pentru turneul european Coldplay au fost oficial puse în vânzare. Cererea s-a dovedit a fi foarte ridicată, cu cele mai multe locuri vândute în doar câteva secunde.
La 30 noiembrie 2011, Coldplay a primit trei nominalizări la a 54-a ediție a Premiilor Grammy care a avut loc la 12 februarie 2012, în Los Angeles, iar trupa a fost însoțită pe scenă de Rihanna la ceremonie.

## Stil muzical
Stilul muzical al celor de la Coldplay a fost definit ca și rock alternativ și piano-rock, fiind comparat cu Radiohead și Oasis. Muzica trupei a fost numită "meditativă"; ea "reiese din sentimentele lor", iar front-man-ul Martin "își examinează fără sfârșit simțurile". Versurile lui Martin au fost numite feministe, similare cu cele ale lui Andrew Montgomery din Geneva. Ritmul primului album al trupei, Parachutes, a fost definit ca și pop melodic cu "riffuri deformate de chitară și percuție schimbătoare".

## Membrii formației
- Guy Berryman – chitară bas, back vocal, armonică, mandolină, chitară acustică (1996–prezent)
- Jonny Buckland – chitară, back vocal, percuție (1996–prezent)
- Will Champion – baterie, back vocals, chitară ritmică, piano (1996–prezent)
- Chris Martin – vocal, piano, chitară ritmică, bongo, clape (1996–prezent)

## Discografie
Albume de studio
- Parachutes (2000)
- A Rush of Blood to the Head (2002)
- X&Y (2005)
- Viva la Vida or Death and All His Friends (2008)
- Mylo Xyloto (2011)
- Ghost Stories (2014)
- A Head Full Of Dreams (2015)
- Everyday Life (2019)
- Music Of The Spheres (2021)
- Moon Music (2024)

## Turnee
- Parachutes Tour (2000–2001)
- A Rush of Blood to the Head Tour (2002–2003)
- Twisted Logic Tour (2005–2007)
- Viva la Vida Tour (2008–2010)
- Mylo Xyloto Tour (2011–2012)
- Ghost Stories Tour (2014)
- A Head Full of Dreams Tour (2016–2017)
- Music of the Spheres World Tour (2022–2025)